# Michele Wallace
Michele Wallace (* 4. Januar 1952 in New York, NY, USA) ist eine afroamerikanische Literaturwissenschaftlerin und feministische Autorin. Sie wurde bekannt, als sie 1979 im Alter von 27 Jahren das Buch Black Macho and The Myth of The Superwoman veröffentlichte. Sie kritisierte darin den schwarzen Nationalismus (Black nationalism) und Sexismus. Sie ist emeritierte Professorin für Frauenforschung und Filmwissenschaft am City College in New York City.
Michele Wallace wurde in die Anthologie Daughters of Africa aufgenommen, die 1992 von Margaret Busby in London und New York herausgegeben wurde.
Sie ist die Tochter der Künstlerin Faith Ringgold.

## Bibliographie
deutsch:
- Black Macho – Damals und Heute. und andere Aufsätze in: Diederich Diederichsen (Hrsg.): Yo! Hermeneutics. Schwarze Kulturkritik. Pop, Medien, Feminismus. Berlin: Edition ID-Archiv 1993
- Modernismus, Postmodernismus und das Problem des Visuellen in Afro-Amerikanischen Kulturen. In: Texte Zur Kunst. Heft Nr. 3 / Juni 1991 Das Andere

englisch:
- Black Macho and The Myth of The Superwoman, The Dial Press, 1979; Warner Press, 1980; John Calder, London, England, 1980
- Invisibility Blues: From Pop To Theory, Verso, New York and London, 1990
- Black Popular Culture, A Project by Michele Wallace, edited by Gina Dent, Bay Press/Dia Center for the Arts, Seattle and New York, 1993,
- Black Macho and The Myth of The Superwoman (reissued with critical introduction and bibliography), Haymarket Series; Verso, New York and London, 1990,
- Dark Designs and Visual Culture, Paperback Edition, Duke University Press 2004 – eine Sammlung von mehr als 50 Aufsätzen und Interviews